# Научноизследователска и развойна дейност
Научно-изследователска и развойна дейност (НИРД) (на английски: research and development R&D, също research and technological development, RTD) е всяка систематично извършвана творческа работа, която цели да се увеличи обемът на знанията (вкл. познанието за човека, културата и обществото), както и да се разработят нови приложения на наличните знания в практиката. НИРД обхваща както фундаментални и приложни научни изследвания, така и експериментални разработки. Разходите на предприятията за НИРД се разглеждат като индикатор за повишаване на тяхната конкурентоспособност чрез развитието или откритието на нови производствени методи и възможности, както и нови продукти.

## В България
По време на социализма НИРД се развива в научните институти към БАН, университетите и висшите учебни заведения, в които от средата на 1960-те години се оформят „научноизследователски сектори“ (НИС), работещи по договори със стопанските организации. Съществуват и множество ведомствени научноизследователски институти и научни центрове към министерствата. В периода 1959 – 1987 г. развитието на НИРД е насърчавано на държавно ниво, като за целта се отпуска специално финансиране. В партийни документи и в печата непрекъснато се споменава „научно-техническият прогрес“, а специално внимание се отделя на участието на младежта (движение за техническо и научно творчество на младежта, ТНТМ). НИРД се ръководи от Държавния комитет за наука и технически прогрес (ДКНТП) с ранг на министерство.